# Блясък (сериал)
Вижте пояснителната страница за други значения на Блясък.
„Блясък“ (на гръцки: Λάμψη) е най-дълго продължилият сериал в гръцката телевизия, наредил се сред най-известните в Гърция и България.
Сериалът се излъчва по телевизионния канал ANT1 почти всекидневно. Премиерата му се състои на 16 септември 1991 г., а последният епизод е излъчен на 29 юли 2005 г. Общо са излъчени 3457 епизода за 14 години.

## Екип
Сценарист, а също и режисьор, е Никос Фосколос. Други режисьори са Спирос Фосколос и още петима други.
Част от актьорския състав:
| Роля           | Актьор/Актриса           | Години                  |
| -------------- | ------------------------ | ----------------------- |
| Ягос Дракос    | Христос Политис          | 1991 – 2005             |
| Вирна Дракос   | Катя Дандулаки           | 1991 – 1998             |
| Алексис Дракос | Костас Спиропулис        | 1991 – 1996             |
| Алексис Дракос | Александър Ставру        | 1996 – 1997             |
| Алексис Дракос | Сократес Алафоузос       | 1998 – 2000             |
| Алексис Дракос | Никос Пападопулус        | 2000 – 2003             |
| Алексис Дракос | Димитрис Дракополус      | 2003 – 2005             |
| Ренос Велмирас | Костас Дигкас            | 1991 – 1994             |
| Тимос Дракос   | Такис Аноусис            | 1991 – 1992             |
| Тимос Дракос   | Андреас Андреополус      | 1992 – 1996/2004 – 2005 |
| Тимос Дракос   | Леонидас Какоурис        | 1996 – 1997             |
| Тимос Дракос   | Вангелис Рокос           | 1998 – 2004             |
| Таня Дракос    | Таня Капсали             | 1991 – 1994             |
| Таня Дракос    | Калиопи Евангелиди       | 1995 – 2003             |
| Таня Дракос    | Мари Блоути              | 2003 – 2004             |
| Таня Дракос    | Елеутерия Ригоу          | 2004 – 2005             |
| Севос Дракос   | Христос Констадопулос    | 1991 – 1993             |
| Севос Дракос   | Никос Папахристос Младши |                         |
| Севос Дракос   | Никос Апергис            | 1993 – 2005             |
| Сандра Дракос  | Лукия Пападаки           |                         |

## В България
В България сериалът започва излъчване през в последните делнични дни на 2000 г. и в началото на новата 2001 г. по Нова телевизия. Първоначално се излъчват по два епизода. До края на излъчването му разписанието е всеки делничен ден от 15:00 часа също по два епизода и приключва на 25 март 2010 г. На 26 март се излъчва специален епизод формиран от избрани моменти от последните епизоди.
Артисти, които озвучават в сериала са Таня Димитрова, Силвия Лулчева, Милена Живкова, Силвия Русинова, Венета Зюмбюлева, Елена Русалиева, Анна Петрова, Васил Бинев, Светозар Кокаланов, Борис Чернев, Георги Георгиев-Гого и Иван Танев.

## Любопитни факти
Започнат на 16 септември 1991 г. Влязъл в рекордите на Гинес за най-дълго продължилият сериал в гръцкия ефир. 1500 актьори, 150 000 страници сценарий, 190 разказани истории за 14 години в един сериал. В Гърция сериалът е започвал в 19:15 и е заемал 10 минути от праймтайма на телевизията, което води до голям успех за медията-производител (ANT1). През последната година (2005) обаче сериалът има катастрофален рейтинг, поради което е спрян.
|  | Тази страница частично или изцяло представлява превод на страницата Λάμψη (τηλεοπτική σειρά) в Уикипедия на гръцки. Оригиналният текст, както и този превод, са защитени от Лиценза „Криейтив Комънс – Признание – Споделяне на споделеното“, а за съдържание, създадено преди юни 2009 година – от Лиценза за свободна документация на ГНУ. Прегледайте историята на редакциите на оригиналната страница, както и на преводната страница, за да видите списъка на съавторите. ВАЖНО: Този шаблон се отнася единствено до авторските права върху съдържанието на статията. Добавянето му не отменя изискването да се посочват конкретни източници на твърденията, които да бъдат благонадеждни. |